# Sankt Lambrecht
Sankt Lambrecht osztrák mezőváros Stájerország Muraui járásában. 2017 januárjában 1891 lakosa volt. Bencés apátsága az ország legjelentősebb kolostorai közé tartozik.

## Elhelyezkedése

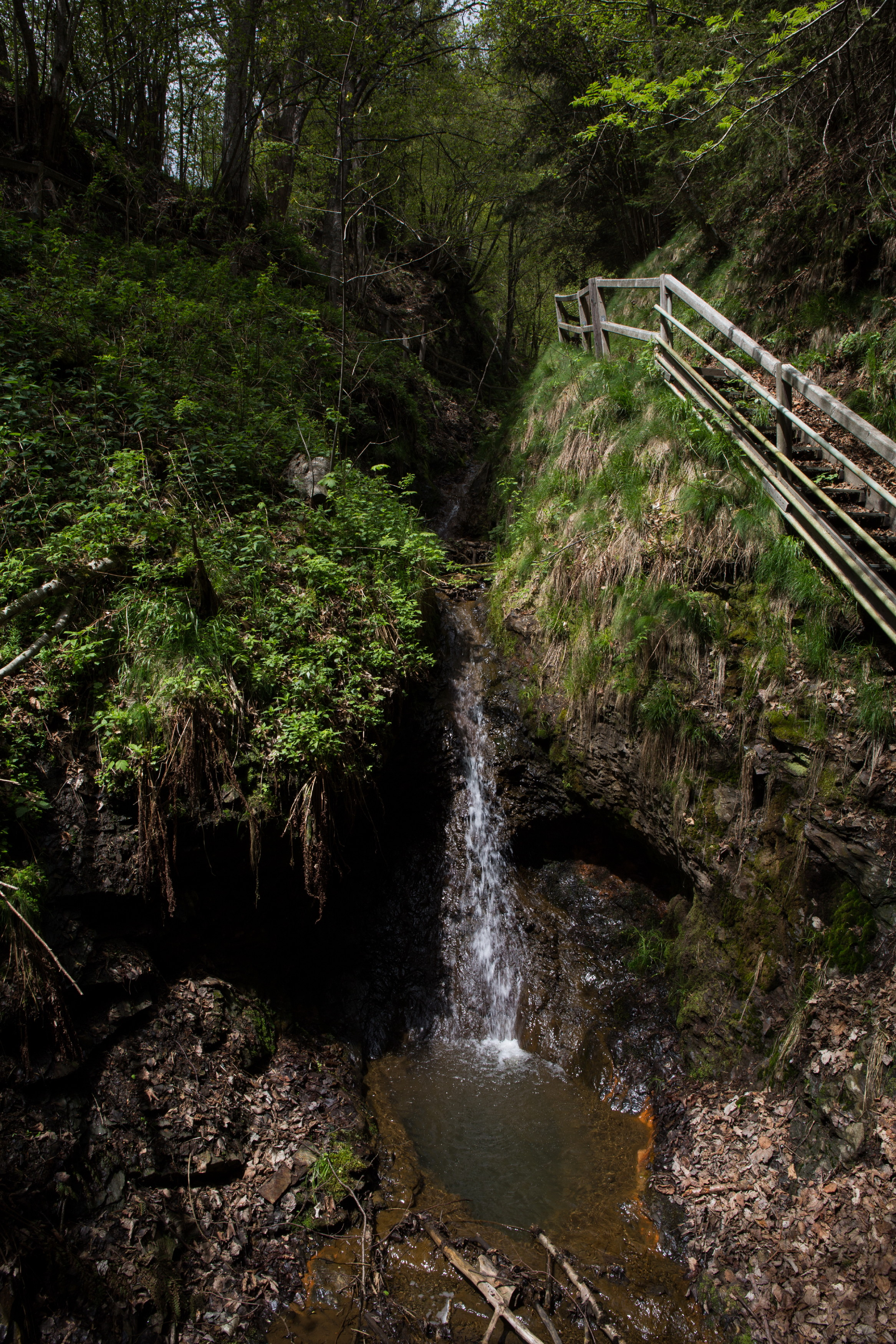
A St. Lambrecht-i szurdok

Sankt Lambrecht Felső-Stájerországban fekszik a felső Mura-völgy jobb oldali mellékvölgyében, a Thajagrabenben. 1028 méteres fekvésével a tartomány legmagasabban lévő mezővárosa. Az önkormányzat két települést egyesít: Sankt Blasen (541 lakos) és Sankt Lambrecht (1373 lakos).

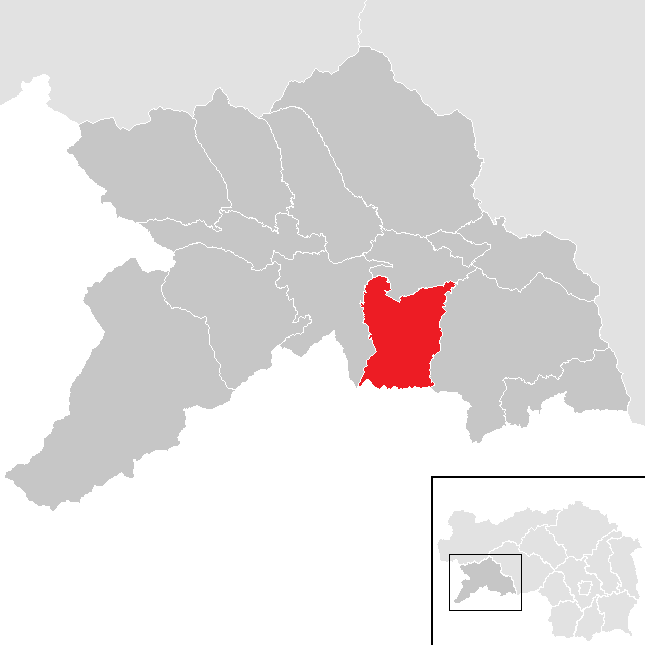
Sankt Lambrecht a Muraui járásban

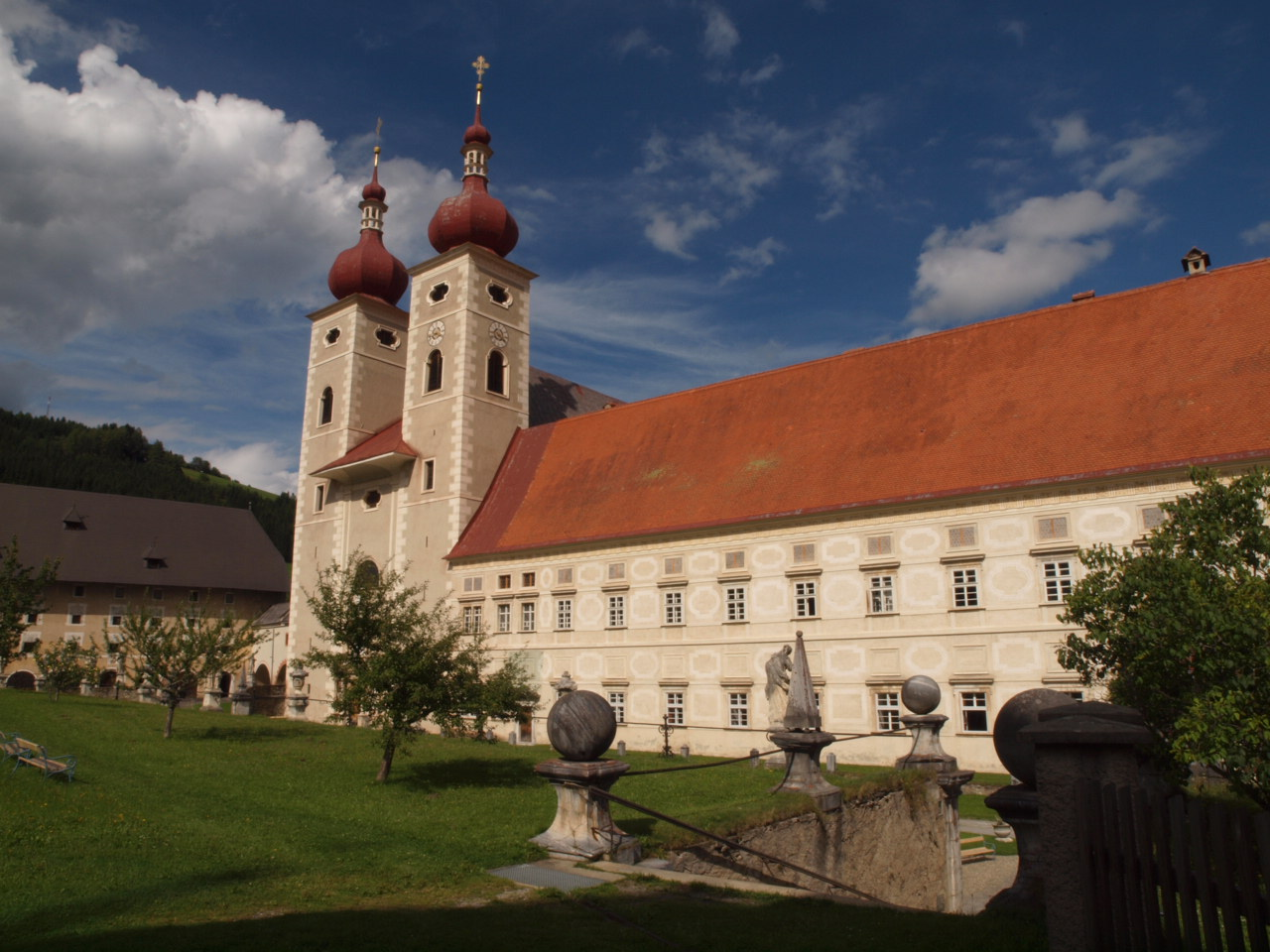
Az apátsági templom

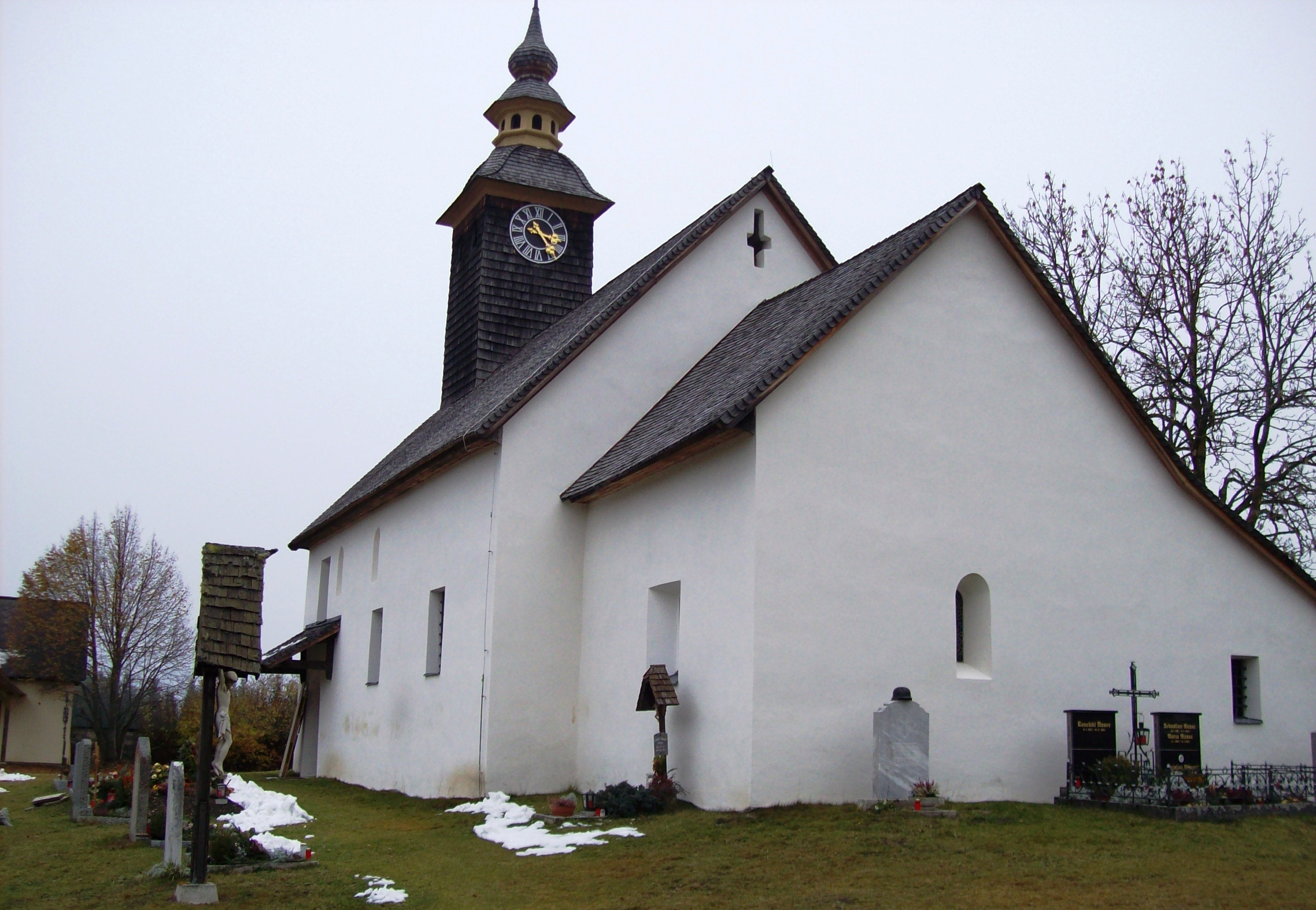
A Szt. Márton-templom

A környező önkormányzatok: nyugatra Murau, északra Teufenbach-Katsch, keletre Neumarkt in der Steiermark, délre Friesach (Karintia).

## Története
Sankt Lambrecht helyén az ókorban a noricumi királyság keltái éltek, majd időszámításunk kezdetén, miután a Római Birodalomhoz került, pihenőállomás, esetleg kisebb katonai tábor létesült. A 6. század végén szláv karantánok települtek meg a térségbe, miután a romanizált lakosság többsége Itáliába menekült. A helynevek egy része ma is szláv eredetű. Miután az avarok támadásai miatt a 8. században a szlávok a Bajor Hercegséghez fordultak, államukat a németek bekebelezték, a mai Ausztriába pedig bajorok kezdtek betelepülni és a helybelieket keresztény hitre térítették.
1066 körül említik először az "erdei Szt. Lambert-templomot", amelynek helyén a földbirtok tulajdonosa, Markward von Eppenstein gróf 1076-ban kolostort alapított. Az építkezést Markward fia, IV. Henrik karintiai herceg fejezte be és 1096-ban császári jóváhagyást kapott magánalapítványa számára. 1103-ban falvakat és földbirtokokat (Aflenz, Piber, St. Lambrecht) adományozott az apátságnak, hogy azok jövedelmeiből eltarthassa magát. A st. lambrechti kolostor a mariazelli apátság 1157-es alapításáig Ausztria legnagyobb Szűz Máriának szentelt kolostorának számított.
1262-ben a templom, 1287-ben pedig a kolostorépület vált tűzvész áldozatává. 1327-ben a román stílusú templom összedőlt, helyén az olasz Domenico Sciassia vezetésével épült új bazilika. Az épületet a 17. században barokk stílusban modernizálták. Az Eppensteinek a várat is építettek a településen, amely szintén a kolostor tulajdonába került és a 15. században átépítették. Miután az apátságot II. József 1786-ban bezáratta, a várat (akkor már inkább vadászkastélyt) lebontották.
A kolostor melletti települést III. Frigyes császár 1458-ban mezővárosi rangra emelte. Lakosai mezőgazdaságból és kézművességből éltek, majd a 16. századtól jelentős iparosodás kezdődött, a patakok menték vashámorok létesültek és szenet is bányásztak. Ezek a kis műhelyek a 19. században már nem bírták a versenyt az acélüzemekkel és sorra bezártak. Helyettük 1871-ben dinamitgyár épült a városban.
1472-ben, 1535-ben és 1715-ben pestisjárvány dúlt a mezővárosban; utóbbi alkalommal 313-an haltak meg.

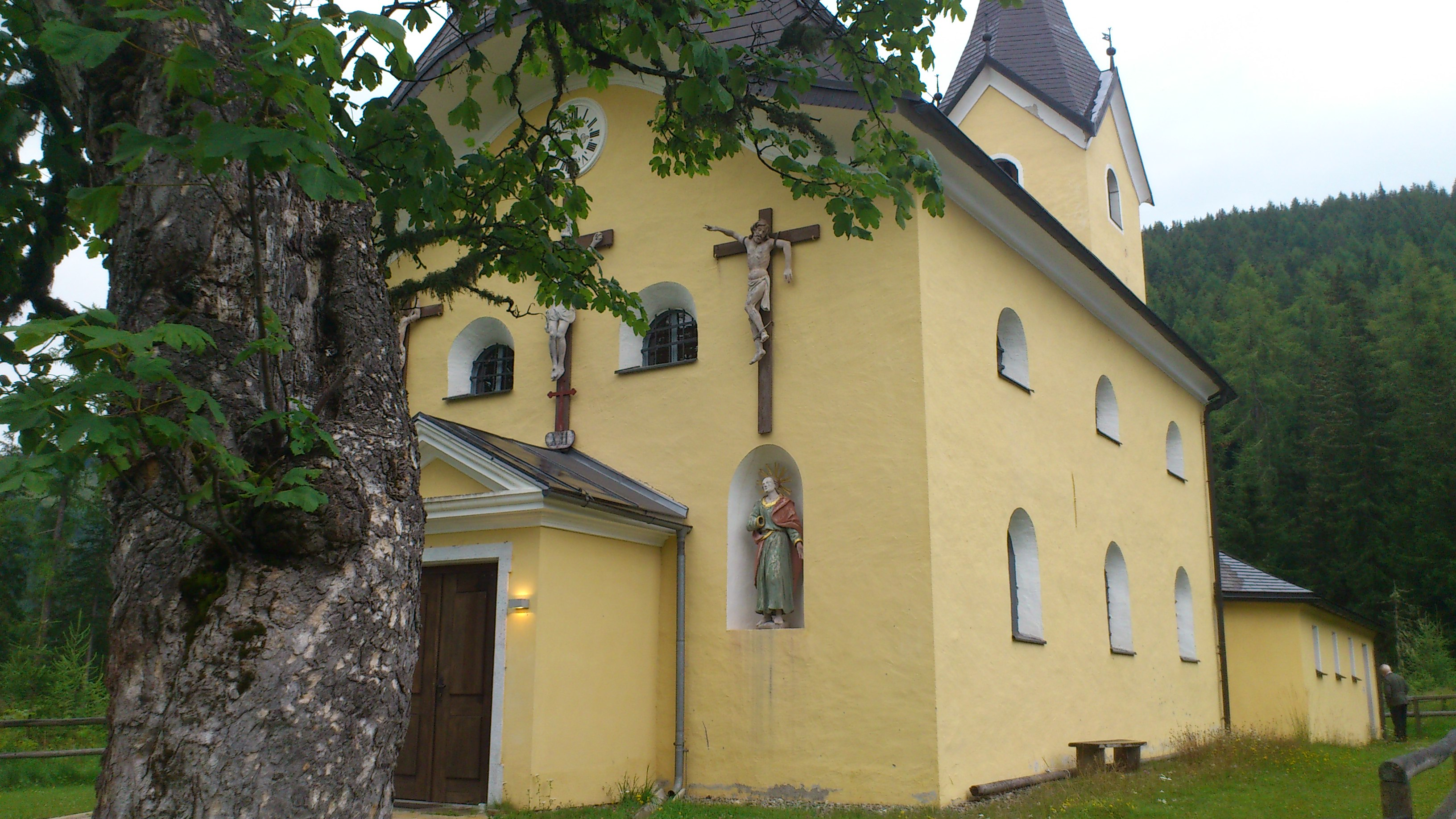
Maria Schönanger

Miután 1938-ban Ausztria csatlakozott a Német Birodalomhoz, a nemzetiszocialista hatóságok elkobozták a kolostor épületeit és a második világháború alatt a dachaui és ravensbrücki koncentrációs táborokból helyeztek el itt foglyokat. A háború végére a mauthauseni tábor irányítása alá került. Angol hadifoglyokat is őriztek itt. Sankt Lambrechtbe a britek vonultak be 1945. május 9-én; a térséget az utolsók között szállták meg a szövetségesek.   

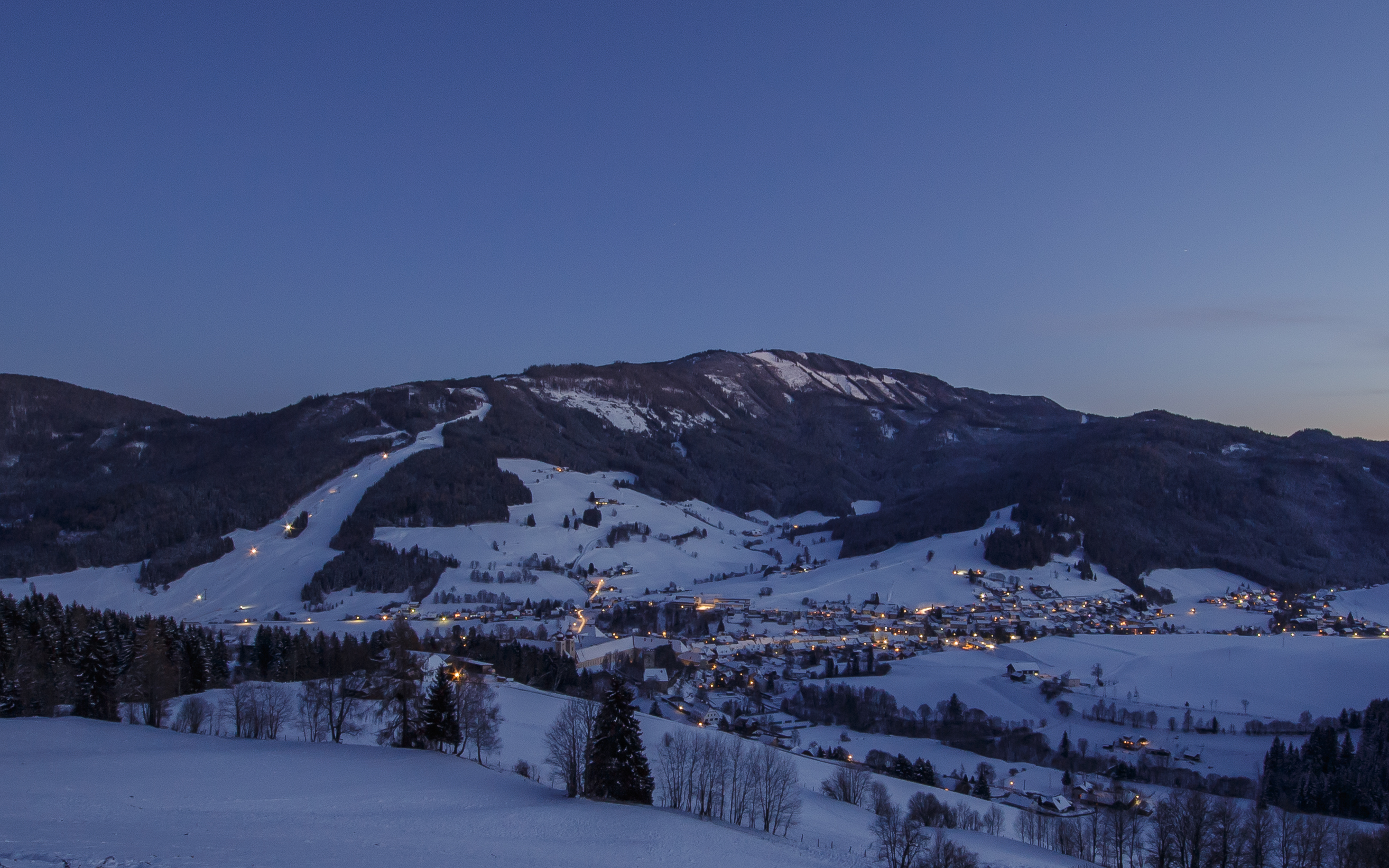
St Lambrecht a Grebenzen lábánál

A 2015-ös stájerországi közigazgatási reform során az addig önálló Sankt Blazen községet St. Lambrechthez csatolták.

## Lakosság
A Sakt Lambrecht-i önkormányzat területén 2017 januárjában 1891 fő élt. A lakosságszám 1961-ben érte el csúcspontját (2921 fővel), azóta csökkenő tendenciát mutat. 2015-ben a helybeliek 93,3%-a volt osztrák állampolgár; a külföldiek közül 1,9% a régi (2004 előtti), 3% az új EU-tagállamokból érkezett. 2001-ben a lakosok 93,8%-a római katolikusnak, 1,3% evangélikusnak, 3% pedig felekezet nélkülinek vallotta magát. 

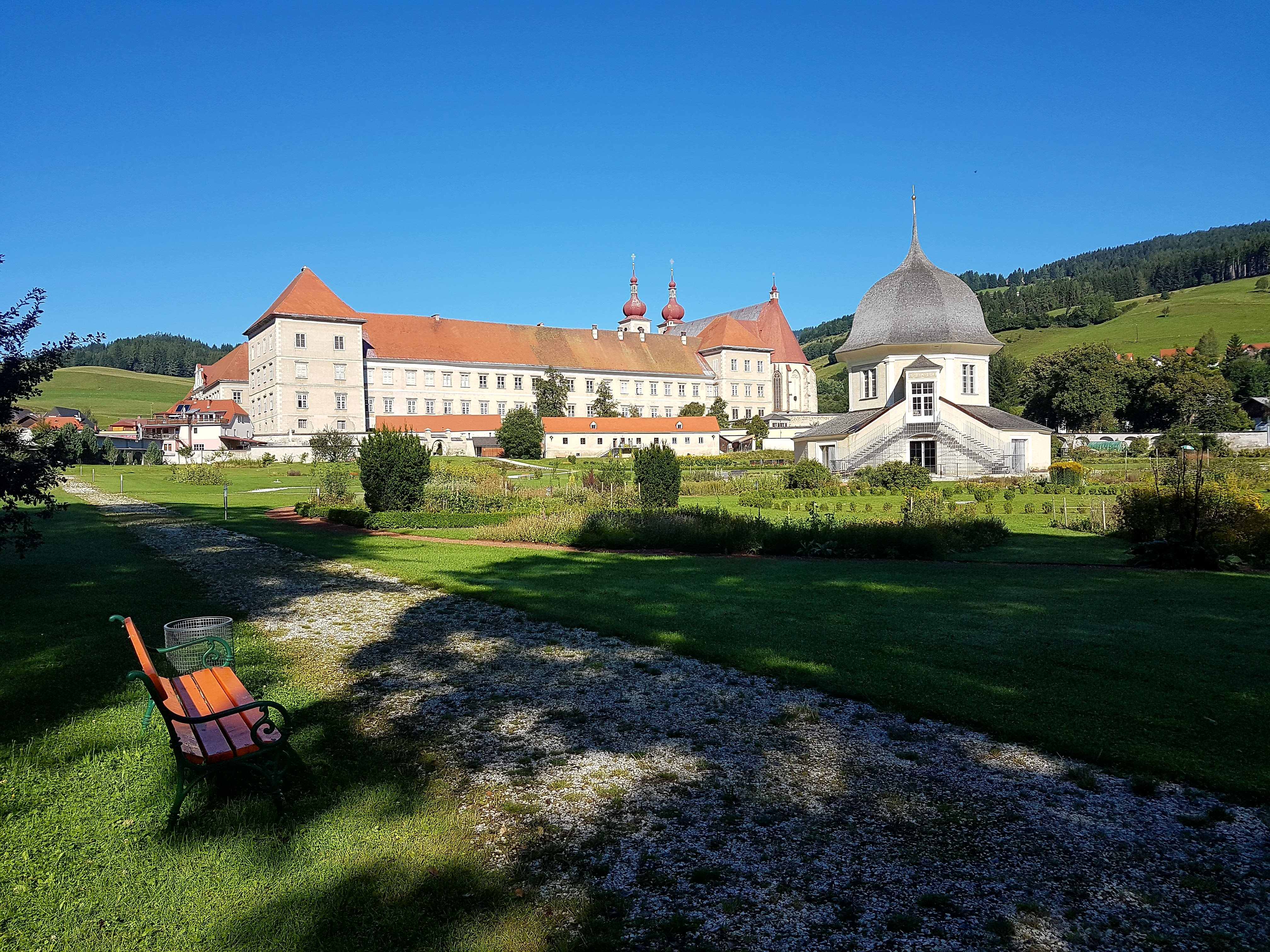
A Bencések tankertje

## Látnivalók
- a Sankt Lambrecht-i apátság
- a Szt. Lambertnek szentelt apátsági templom
- a Szt. Lőrinc-templom és temető
- a Bencések tankertje
- Maria Schönanger
- a Grebenzen síközpont
- St. Blasen Szt. Márton-temploma
- Zirbitzkogel-Grebenzen natúrpark
- a Sankt Lambrecht-i szurdok

## Fordítás
- Ez a szócikk részben vagy egészben  a   Sankt Lambrecht című német Wikipédia-szócikk ezen változatának fordításán alapul.  Az eredeti cikk szerkesztőit annak laptörténete sorolja fel. Ez a jelzés csupán a megfogalmazás eredetét és a szerzői jogokat jelzi, nem szolgál a cikkben szereplő információk forrásmegjelöléseként.